# Jaroslav Slávik
Jaroslav Slávik (Poprad, Checoslovaquia, 28 de enero de 1976) es un deportista eslovaco que compitió en luge. Ganó una medalla de bronce en el Campeonato Europeo de Luge de 2004, en la prueba individual.

## Palmarés internacional
| Campeonato Europeo | Campeonato Europeo | Campeonato Europeo | Campeonato Europeo |
| Año                | Lugar              | Medalla            | Prueba             |
| ------------------ | ------------------ | ------------------ | ------------------ |
| 2004               | Oberhof (Alemania) | Medalla de bronce  | Individual         |